# لورين وارد
لورين وارد (بالإنجليزية: Lauren Ward)‏ هي ممثلة أمريكية، ولدت في 19 يونيو 1970 في لنكن في الولايات المتحدة.

## وصلات خارجية
- الموقع الرسمي
- لورين وارد على موقع IMDb (الإنجليزية)
- لورين وارد على موقع ميوزك برينز (الإنجليزية)
- لورين وارد على موقع قاعدة بيانات برودواي على الإنترنت (الإنجليزية)
- لورين وارد على موقع ديسكوغز (الإنجليزية)
- لورين وارد على موقع قاعدة بيانات الفيلم (الإنجليزية)